# Зубний біль
Зубний біль — це, як правило, сигнал про захворювання зубів. Зуб, що є кістково-мінеральним утворенням, сам по собі боліти не може, проте при його руйнуванні оголяється пульпа, що містить велику кількість кровоносних, лімфатичних судин та нервів.
Найпоширеніші причини включають запалення пульпи, як правило, внаслідок карієсу або зубної травми, та запалення навколозубних тканин. Іноді зубний біль викликаний запаленням окістя, щелепи або м'яких тканин, що оточують щелепу.